# Crystal Waters
Crystal Waters (geboren 19 november 1961 in Deptford) is een Amerikaanse zangeres. In 1991 scoorde zij een internationale hit met haar debuutsingle Gypsy Woman (She's homeless).
Tot 1991 werkte Crystal als medewerkster van de FBI in Washington. Samen met producers van the Basement Boys nam ze in het begin van de jaren negentig enkele demo's op, waaronder Gypsy Woman (She's Homeless), dat dankzij het la la dee la da da-refrein een wereldhit werd. In Nederland stond de single drie weken op nummer 1.
Terwijl de zangeres op tournee was in Europa, stelden haar producers haastig de debuut-cd Surprise samen uit het beperkte aantal demo's dat de zangeres met hen had opgenomen. De zangeres was niet blij met het resultaat. De tweede single Makin' Happy was een bescheiden internationale hit. In de Nationale Top 100 op Radio 3 bleef de plaat steken op een 27e positie. Na nog een megamix werd het stil rond de zangeres.
In 1994 volgde de hit met 100% Pure Love van de cd Storyteller. De single bereikte in de Nederlandse Top 40 op Radio 538 de 11e positie, in de destijds nieuwe publieke hitlijst op Radio 3FM,  de Mega Top 50, werd de 15e positie bereikt. 
In thuisland de Verenigde Staten was 100% Pure Love een van de langst genoteerde singles; de plaat stond 42 weken in de Billboard Hot 100 genoteerd.
In 1997 scoorde Crystal een top 40 hit in de Verenigde Staten met Say... If You Feel Alright. Het album Crystal Waters flopte echter en de zangeres verloor haar platencontract bij Mercury. Na nog een verzamelaar (een plaat met een uiteenlopende verzameling nummers) richtte de zangeres zich voornamelijk op cluboptredens.
Hoewel ze slechts een handjevol reguliere hitnoteringen behaalde, scoorde de zangeres de ene na de andere clubhit. In 2003 bereikte de single My Time de Britse Top 40. In 2007 scoorde ze met Alex Gaudino ook nog een hit met Destination Calabria.

## Discografie

### Albums
| Album met eventuele hitnotering(en) in de Nederlandse Album Top 100 | Datum van verschijnen | Datum van binnenkomst | Hoogste positie | Aantal weken | Opmerkingen |
| ------------------------------------------------------------------- | --------------------- | --------------------- | --------------- | ------------ | ----------- |
| Surprise                                                            | 01-07-1991            | 13-07-1991            | 81              | 5            |             |

### Singles
| Single met eventuele hitnotering(en) in de Nederlandse Top 40 | Datum van verschijnen | Datum van binnenkomst | Hoogste positie | Aantal weken | Opmerkingen      |
| ------------------------------------------------------------- | --------------------- | --------------------- | --------------- | ------------ | ---------------- |
| Gypsy Woman (She's Homeless)                                  | 1991                  | 08-06-1991            | 1(3wk)          | 10           |                  |
| Makin' Happy                                                  | 1991                  | 21-09-1991            | tip2            | -            |                  |
| 100% Pure Love                                                | 1994                  | 14-05-1994            | 11              | 9            | Alarmschijf      |
| Destination Calabria                                          | 09-03-2007            | 07-04-2007            | 16              | 16           | met Alex Gaudino |

| Single met hitnotering(en) in de Vlaamse Ultratop 50 | Datum van verschijnen | Datum van binnenkomst | Hoogste positie | Aantal weken | Opmerkingen      |
| ---------------------------------------------------- | --------------------- | --------------------- | --------------- | ------------ | ---------------- |
| Gypsy Woman (She's Homeless)                         | 1991                  | 15-06-1991            | 1               | 13           |                  |
| Makin' Happy                                         | 1991                  | 12-10-1991            | 21              | 6            |                  |
| Destination Calabria                                 | 2007                  | 07-04-2007            | 2               | 23           | met Alex Gaudino |

- Bibsys: 97013423
- Biblioteca Nacional de España: XX1614255
- Bibliothèque nationale de France: cb139411892 (data)
- Gemeinsame Normdatei: 134729900
- International Standard Name Identifier: 0000 0001 0914 4201
- Library of Congress Control Number: n97013956
- MusicBrainz: 8f4c7ad3-c95c-4d62-a554-3416fb5204f4
- Nationale Bibliotheek van Tsjechië: xx0131509
- Nationale Bibliotheek van Israël: 987007452600705171
- SNAC: w68w6j8r
- Système universitaire de documentation: 158335058
- Virtual International Authority File: 71582457
- WorldCat: E39PBJhX9CfRrV4VhwFgwX8t8C